# Macrocalamus schulzi
Espèce
Statut de conservation UICN

 LC  : Préoccupation mineure
Macrocalamus schulzi  est une espèce de serpents de la famille des Colubridae.

## Répartition
Cette espèce est endémique du Pahang en Malaisie péninsulaire.

## Description
L'holotype de Macrocalamus schulzi, un mâle adulte, mesure 383 mm dont 57 mm pour la queue. Cette espèce a le dos uniformément brun et sa face ventrale jaune.

## Étymologie
Cette espèce est nommée en l'honneur de Klaus-Dieter Schulz qui a collecté le spécimen analysé et pour sa contribution à la connaissance des serpents du Sud-Est asiatique et notamment les espèces du genre Elaphe.

## Publication originale
- Vogel & David, 1999 : A revision of the genus Macrocalamus (Serpentes: Colubridae), with description of a new species and a key to the genus. The Raffles Bulletin of Zoology, vol. 47, n. 2, p. 309-332 (texte intégral).